# Бачигалупо, Валерио
Валерио Бачигалупо (итал. Valerio Bacigalupo, 12 марта 1924, Вадо-Лигуре, Савона, Италия — 4 мая 1949, Суперга, Турин) — итальянский футболист, играл на позиции вратаря. Выступал за национальную сборную и «Торино», ведущий итальянский клуб того времени.

## Спортивная карьера
В 1937 году дебютировал выступлениями за клуб «Вадо», в котором провел четыре сезона.
Во время Второй мировой войны играл в составе команд «Кайрезе», «Савона» и «Дженоа».
В 1945 году перешёл в клуб «Торино», за который отыграл 4 сезона. На протяжении всего времени был основным голкипером команды. За это время четыре раза завоевывал титул чемпиона Италии. В высшей лиге итальянского чемпионата провел 137 матчей.
В составе национальной команды дебютировал 14 декабря 1947 года. В Баре итальянцы победили команду Чехословакии со счетом 3:1. До марта 1949 года провел ещё четыре товарищеских поединка в составе сборной. Всего — четыре победы и поражение от сборной Англии. Пропустил восемь голов, их забивали чех Ян Ржига, француз Жан Баратт, португалец Лоуренсу, испанец Агустин Гаинса и английские форварды Томми Лоутон, Стэн Мортенсен и Том Финни (2).
Весной 1949 года руководство туринского клуба приняло приглашение от португальского гранда, «Бенфики», принять участие в товарищеской игре в честь одной из крупнейших тогдашних звезд лиссабонского клуба, Франсишку Феррейры. Игра состоялась 3 мая 1949 года в Лиссабоне и завершилась поражением итальянцев со счетом 3:4. На следующий день команда «Торино», работники клуба и журналисты вылетели домой рейсом Лиссабон—Барселона—Турин.
Близ Савоны самолёт начал снижаться в связи со сложными погодными условиями. Примерно в 17:03 — осуществил поворот для захода на посадку и вскоре столкнулся с каменной оградой базилики Суперга на вершине одноимённой горы, возвышающейся над окрестностями Турина. В результате авиакатастрофы все четыре члена экипажа и 27 пассажиров погибли на месте.
На момент гибели основного состава «Торино», до завершения сезона в Серии A оставалось четыре тура и команда возглавляла чемпионскую гонку. В последних турах, честь клуба защищали игроки молодёжной команды. Все соперники в этих матчах («Дженоа», «Палермо», «Сампдория» и «Фиорентина»), из уважения к погибшим чемпионам, также выставляли на поле молодёжные составы своих клубов. Молодёжная команда «Торино» победила во всех последних играх сезона, одержав таким образом посмертный чемпионский титул для своих товарищей.

## Достижения
- Чемпион Италии (4)[6]:

«Торино»: 1946, 1947, 1948, 1949

## Память
Имя футболиста носит построенный в 1959 году домашний стадион футбольного клуба «Савона».